# Suhoj Superjet 100
Suhoj Superjet 100 je moderni, regionalni mlazni avion kategorije 75 do 95 mjesta. Izrađuje ga ruska tvrtka Suhoj u suradnji s podružnicom talijanske industrijske grupe Finmeccanica "Alenia Aeronautica". Zadatak talijanske dizajnerske grupe "Pininfarina" je projektiranje unutrašnjosti.

## Dizajn i razvoj
Superjet 100 odnosi se na Russian Regional Jet (rus. Самолёт Российский Региональный Сухого), ili "Suhoj RRJ". Naziv je promijenjen 17.  srpnja 2006.
Mlažnjak je po prvi puta prikazan 26. rujna 2007. godine na svojem službenom predstavljanju u Zračnoj luci Dzemgi, u Komsomolsk na Amuru. Prvi probni let bio je 19. svibnja 2008. godine također na Zračnoj luci Dzemgi.  Superjet je u zraku proveo 45 minuta i dostigao visinu od 1200 metara. 
Veći kooperanati su Boeing, Iljušin, Jakovljev i PowerJet. Boeing pruža konzalting u područjima kao što su projektni menadžment, planiranje tržišta, certifikacija i korisnička podrška. Francuska Snecma sudjeluje u dijelu financiranja projekta. Hindustan aeronautics je pregovarao o učešću u projektu i čak je uložilo 100 milijuna USD u fond, ali je kasnije povukao ulog u korist taktičkog transportnog zrakoplova  Iljušina IL-214 .
Isporuke aviona trebale su početi 2008. godine. Suhoj predviđa kako će 163 aviona svih inačica Superjet 100 biti isporučena do kraja 2016. Potencialni korisnici su Air France, SAS, Liberia, UTair Aviation, MDLR Airlines i Merpati Nusantara Airlines.

## Operativna služba
Prvi Suhoj Superjet dostavljen je zrakoplovnoj tvrtki Armavia 19. travnja 2011. godine. Svečana primopredaja održana je na Međunarodnoj zračnoj luci Zvartnots u Erevanu istog dana. Avion je dobio naziv "Jurij Gagarin" u sjećanje na prvog čovjeka koji je gotovo točno 50 godina prije boravio u svemiru.
Avion je vrlo brzo nakon isporuke uključen u komercijalne letove. Već 21. travnja 2011. armavijski Superjet 100 slijeće s 90 putnika na Međunarodnu zračnu luku Šeremetjevo na svom prvom komercijalnom letu iz Erevana Let je trajao 2 sata i 55 minuta. U prvom tjednu SSJ-100 napravio je 24 leta leteći za Moskvu, Atenu, Donetsk, Alep, Teheran, Tel Aviv i Astrahan. 
Aeroflot je sa svoja 3 SSJ-100 aviona (u 2011. godini) od 15. svibnja do 25. studenog 2011. obavio 1000 komercijalnih letova.

## Tehničke karakteristike
Osnovne karakteristike
- dužina: 26,33 m
- raspon krila: 27,80 m
- visina: 10,28 m

Letne karakteristike
- ekonomska brzina: 0,78 M
- dolet: 3.260-4.760 km
- motor: dva SaM 146 turbofen motora

## Vanjske poveznice
- Službena stranica superjetinternational.com
- Suhoj službena stranica sukhoi.org/   Arhivirana inačica izvorne stranice od 16. srpnja 2006. (Wayback Machine)